# Josh Norris
Joshua "Josh" Norris, född 5 maj 1999, är en amerikansk-kanadensisk professionell ishockeyforward som spelar för Ottawa Senators i National Hockey League (NHL).
Han har tidigare spelat för Belleville Senators i American Hockey League (AHL); Michigan Wolverines i National Collegiate Athletic Association (NCAA) samt Team USA i United States Hockey League (USHL).
Norris draftades av San Jose Sharks i första rundan i 2017 års draft som 19:e spelare totalt.
Han är son till Dwayne Norris.

## Statistik
| 2012–2013   | Oakland Jr. Grizzlies U13 | T1EHL       | 29  | 17 | 30 | 47 | 12 | — | — | — | — | — |
| 2013–2014   | Oakland Jr. Grizzlies U14 | T1EHL       | 28  | 11 | 14 | 25 | 30 | — | — | — | — | — |
|             | Oakland Jr. Grizzlies U16 | T1EHL       | 1   | 0  | 0  | 0  | 0  | — | — | — | — | — |
| 2014–2015   | Oakland Jr. Grizzlies U16 | T1EHL       | 7   | 3  | 5  | 8  | 2  | 2 | 0 | 0 | 0 | 0 |
|             | Oakland Jr. Grizzlies U16 |             | 21  | 10 | 18 | 28 | 14 | — | — | — | — | — |
| 2015–2016   | Team USA                  | USHL        | 24  | 2  | 5  | 7  | 16 | — | — | — | — | — |
|             | U.S. National U17 Team    |             | 44  | 14 | 13 | 27 | 34 | — | — | — | — | — |
| 2016–2017   | Team USA                  | USHL        | 25  | 12 | 14 | 26 | 18 | — | — | — | — | — |
|             | U.S. National U18 Team    |             | 61  | 27 | 34 | 61 | 36 | — | — | — | — | — |
| 2017–2018   | Michigan Wolverines       | NCAA        | 37  | 8  | 15 | 23 | 24 | — | — | — | — | — |
| 2018–2019   | Michigan Wolverines       | NCAA        | 17  | 10 | 9  | 19 | 10 | — | — | — | — | — |
| 2019–2020   | Ottawa Senators           | NHL         | 3   | 0  | 0  | 0  | 0  | — | — | — | — | — |
|             | Belleville Senators       | AHL         | 56  | 31 | 30 | 61 | 21 | — | — | — | — | — |
| 2020–2021   | Ottawa Senators           | NHL         | 56  | 17 | 18 | 35 | 13 | — | — | — | — | — |
| 2021–2022   | Ottawa Senators           | NHL         | 66  | 35 | 20 | 55 | 16 | — | — | — | — | — |
| 2022–2023   | Ottawa Senators           | NHL         | 8   | 2  | 1  | 3  | 6  | — | — | — | — | — |
| NHL totalt  | NHL totalt                | NHL totalt  | 133 | 54 | 39 | 93 | 35 | — | — | — | — | — |
| NCAA totalt | NCAA totalt               | NCAA totalt | 54  | 18 | 24 | 42 | 34 | — | — | — | — | — |
| USHL totalt | USHL totalt               | USHL totalt | 49  | 14 | 19 | 33 | 34 | — | — | — | — | — |

### Internationellt
| Källa: Uppdaterad: 2020-02-23 | Källa: Uppdaterad: 2020-02-23 | Källa: Uppdaterad: 2020-02-23 |         | Utv = Utvisningsminuter | Utv = Utvisningsminuter | Utv = Utvisningsminuter | Utv = Utvisningsminuter | Utv = Utvisningsminuter |
| År                            | Lag                           | Mästerskap                    | Matcher | Mål                     | Assists                 | Poäng                   | Utv                     |                         |
| ----------------------------- | ----------------------------- | ----------------------------- | ------- | ----------------------- | ----------------------- | ----------------------- | ----------------------- | ----------------------- |
| 2017                          | USA                           | U18                           | 7       | 3                       | 4                       | 7                       | 2                       |                         |
| 2018                          | USA                           | JVM                           | 7       | 0                       | 3                       | 3                       | 2                       |                         |
| 2019                          | USA                           | JVM                           | 7       | 3                       | 3                       | 6                       | 4                       |                         |
| Junior totalt                 | Junior totalt                 | Junior totalt                 | 21      | 6                       | 10                      | 16                      | 8                       |                         |